# Blessed Are the Sick
Blessed Are the Sick (рус. Блаженны больные) — второй студийный альбом американской дэт-метал-группы Morbid Angel, вышедший в мае 1991 года на лейбле звукозаписи Earache Records.

## Запись и производство
Альбом был записан в течение января-февраля 1991 года в студии Morrisound Recording и выпущен 2 мая того же года. В поддержку альбома был организован тур, который начался в Нью-Касле. Концертными партнерами Morbid Angel за это время были шведские группы Entombed, Unleashed и ещё несколько коллективов лейбла Earache Records.

## Музыкальный стиль, тексты песен и обложка
Альбом стилистически близок к своему предшественнику Altars of Madness и преемнику Covenant. Имея общий медленный темп, Blessed Are the Sick содержит и очень быстрые гитарные риффы. Кроме того, в альбоме прослеживается влияние классической музыки и впервые появляются инструментальные интерлюдии (клавишные композиции «Doomsday Celebration»; «In Remembrance» и «Desolate Ways», записанная с помощью акустической гитары). На композицию «Blessed Are the Sick/Leading the Rats» также был снят первый студийный видеоклип Morbid Angel.
В текстах, помимо традиционных для группы тем, также очевидно влияние шумеро-аккадской мифологии и творчества Лавкрафта. В качестве обложки для Blessed Are the Sick была использована картина 1895 года «Сокровища Сатаны» (фр. «Les trésors de Satan») бельгийского художника-теософиста Жана Дельвилля.
Дэвид Винсент об альбоме — Intro
«Это нарастание скорости, движущей силы, времени, дыхания, появление младенца из чрева, ритм нарастания, разгоняющийся все сильнее. Процесс старания, взросления, все громче, все быстрее, все интенсивней, и потом падение в могилу».
«Первая песня, „Грехопадение“ („Fall From Grace“), в религии это означает отлучение по указке вышестоящего начальства. Отлучение по причине какого-то гнусного деяния. Но наше „Грехопадение“ можно трактовать по-разному. Отлучение от своего бога, правительства, от чего угодно…».
«Это песня о прибытии в конечный пункт назначения, когда себе во благо вы создаете свою собственную иерархию, которая становится значимей той, которой вы изначально подчинялись».
«Следующая песня, „Припадок Безумия“ („Brainstorm“), она получилась такой романтической, призрачной, похожей на нашу „Видения с темной стороны“ („Visions From The Darkside“). Это песня о манипуляции сознанием, астральной проекции, подпитывания себя потусторонними силами, и дальнейшего использования этих сил против угнетения. Скажем так.
В песне „Rebel Lands“ („Непокорные Земли“) говорится о священной войне, или нечестивой войне, и необходимости сопротивляться в той или иной форме. Это песня о борьбе на благо человечества.
Дальше идет песня „Праздник Конца Света“ („Doomsday Celebration“). Произведение готического ужаса. Автор Трей, он сочинил эту вещь и сыграл на синтезаторах. Своего рода последыш его классических влияний, очень богатый по своему настроению, эмоциональный инструментал, что-то новенькое для Morbid Angel».
Песня «День Страдания» («Day of Suffering») рассказ от лица одного из главных правонарушителей в департаменте угнетения, он вопрошает: «Осмелитесь ли вы прийти за мной? Никто не смеет злоупотреблять мной и указывать, потому что с другими поступать так я не стану, но стоит вам ударить меня по щеке, я отвечу вам таким же ударом».
«В каком-то смысле это выражение одного из постулатов сатанизма, но предмет поклонения, отнюдь не дьявол… В моей жизни нет места сатанизму. И для меня поклонение едино, неважно кому вы поклоняетесь, Дьяволу или Христу. Для меня любое поклонение суть подчинения, и ни один из Богов не должен быть выше меня самого».
«На самом деле, мы говорим о силе знания. Крайне самоуверенный гуманизм, по своему болезненное явление».
«Блаженные Больные». "Да, подобное название цепляет, не правда ли? Блаженен больной, так насколько нечестив, блаженен ты сам?. Эта песня заканчивает первую сторону пластинки, и, по большому счету, подводит общий итог, как бы говоря: «Привет, а вот и я! Иду размножаться, двигаюсь в своем направлении, и мне по кайфу. Предлагаю всем идти за мной. Это песня о стойкости, без навязывания своего мнения. У нас свой образ мышления. Самое главное оставаться собой, наперекор всем прочим гадостям. Разного мрака в жизни хватает, но когда придерживаешься в жизни одной четкой линии, порою это кажется очень тривиальным. Одну мысль можно выразить по-разному — и мы полностью свободны в своем изъяснении».
«Основная тема нашего альбома — демонстративное неповиновение. Мы сопротивляемся навязыванию со стороны любого чужого мнения. „Твори что хочешь“, эти слова обязаны быть основным жизненным постулатом. Закон своего я — суть главного послания в творчестве Morbid Angel. Так было всегда, и все что мешает мне жить так, как я хочу, в итоге пострадает».

## Отзывы критиков
Альбом вновь получил положительные отзывы от AllMusic. Рецензент Брэдли Торреано назвал такие песни, как «Thy Kingdom Come», «Brainstorm» и «Unholy Blasphemies» культовыми фаворитами в металлической «преисподней», а композицию «The Ancient Ones» — первым настоящим гимном группы. Он также сравнил манеру игры ведущего гитариста Азагтота с игрой американского виртуоза Эдди Ван Халена. Помимо этого, журнал Terrorizer поместил Blessed Are the Sick в топ «100 важнейших альбомов девяностых».

## Список композиций
| №                   | Название                                                                     | Текст песни         | Музыка              | Длительность |
| ------------------- | ---------------------------------------------------------------------------- | ------------------- | ------------------- | ------------ |
| 1.                  | «Intro (рус. Вступление)»                                                    |                     | Азагтот             | 1:27         |
| 2.                  | «Fall from Grace (рус. Грехопадение)»                                        | Винсент             | Азагтот             | 5:13         |
| 3.                  | «Brainstorm (рус. Припадок безумия)»                                         | Винсент             | Азагтот             | 2:34         |
| 4.                  | «Rebel Lands (рус. Мятежные земли)»                                          | Винсент             | Азагтот             | 2:41         |
| 5.                  | «Doomsday Celebration (рус. Празднование Судного дня)»                       |                     | Азагтот             | 1:49         |
| 6.                  | «Day of Suffering (рус. День мучений)»                                       | Винсент             | Азагтот             | 1:54         |
| 7.                  | «Blessed Are the Sick/Leading the Rats (рус. Блаженны больные/Ведущие крыс)» | Винсент             | Азагтот             | 4:47         |
| 8.                  | «Thy Kingdom Come (рус. Да придет Царствие Твое)»                            | Винсент             | Азагтот             | 3:24         |
| 9.                  | «Unholy Blasphemies (рус. Грешные богохульства)»                             | Азагтот, Винсент    | Азагтот             | 2:10         |
| 10.                 | «Abominations (рус. Кощунства)»                                              | Азагтот             | Азагтот             | 4:27         |
| 11.                 | «Desolate Ways (рус. Опустошенные пути)»                                     |                     | Брюнелл             | 1:40         |
| 12.                 | «The Ancient Ones (рус. Древние)»                                            | Азагтот             | Азагтот             | 5:53         |
| 13.                 | «In Remembrance (рус. В память)»                                             |                     | Азагтот             | 1:25         |
| Общая длительность: | Общая длительность:                                                          | Общая длительность: | Общая длительность: | 39:33        |

## Факты
- Картина «Сокровища Сатаны» была также впервые использована как обложка для дебютного альбома «A Tribute To Insanity» 1988 года малоизвестной шведской трэш-метал-группы Hexenhaus[нем.].

Дэвид Винсент: «Мы увидели эту карту в одном музее в Брюсселе, но сначала я нашел ее в одной книге по искусству. Получили разрешение на использование этого изображения, а тому музею заплатили отступные, за что нам предоставили слайд для использования».

## Участники записи
- Дэвид Винсент — вокал, бас-гитара
- Трей Азагтот — соло-гитара, ритм-гитара, клавишные (в том числе пианино)
- Ричард Брюнелл — ритм-гитара, соло-гитара, акустическая гитара (на «Desolate Ways»)
- Пит Сандовал — ударные.

## Производство
- Morbid Angel — исполнительный продюсер
- Morbid Angel — аранжировка, музыкальное продюсирование
- Том Моррис[англ.] — звукорежиссер; микширование
- Мартин Несбитт — макет издания
- Г. Кьюсак — фотография